# Камакура, Саюми
Саюми Камакура (яп. 鎌倉 佐弓 Камакура Саюми, родилась 24 января 1953 года) — японская поэтесса. Настоящее имя — Саюми Инуи (яп. 乾 佐弓 Инуи Саюми). Окончила университет Сайтамы.
Жена Банъя Нацуиси, совместно с ним в 1998 основала и была главным редактором ежеквартального международного журнала хайку «Гинъню» (яп. 吟遊 Гинъю:). Выпустила четыре книги хайку.